# Verwaltungsgemeinschaft Dentlein am Forst
In der Verwaltungsgemeinschaft Dentlein a.Forst im mittelfränkischen Landkreis Ansbach haben sich am 1. Mai 1978
folgende Gemeinden zur Erledigung ihrer Verwaltungsgeschäfte zusammengeschlossen:
1. Burk, 1086 Einwohner, 14,08 km²
2. Dentlein a.Forst, Markt, 2347 Einwohner, 18,01 km²
3. Wieseth, 1312 Einwohner, 20,59 km²

Sitz der Verwaltungsgemeinschaft ist Dentlein a.Forst. Alle Teile zählen zur Metropolregion Nürnberg.